# S.P.Q.R. (téléfilm)
Pour les articles homonymes, voir S.P.Q.R. (homonymie).
Pour plus de détails, voir Fiche technique et Distribution.
S.P.Q.R. est un téléfilm dramatique ouest-allemand réalisé par Volker Koch et diffusé en 1972.

## Synopsis
Un bonimenteur américain, un étudiant en théâtre, une serveuse munichoise et son petit ami espèrent gagner de l'argent à Rome.

## Fiche technique
- Titre original : S.P.Q.R.[1]
- Réalisation : Volker Koch
- Scénario :	Volker Koch
- Photographie :	Justus Pankau, Ivan Stoïnov
- Société de production : Volker Koch Filmproduktion (Munich)
- Pays de production :  Allemagne de l'Ouest
- Langue originale : allemand
- Format : Couleurs - 1,33:1
- Durée : 93 minutes
- Genre : Comédie
- Dates de diffusion :
  - Allemagne de l'Ouest : 10 juillet 1972

## Distribution
- Pier Paolo Pasolini
- Eva Henriette Rossner
- Lynn Ruby
- Louis Waldon
- Lydia Mancinelli
- K.P. Alfaenger
- Ninetto Davoli
- Anthony Del Visco
- Carla Egerer
- Robert Olivo (sous le nom de « Ondine »)
- Ondone